# Kanadas Grand Prix 1969
Kanadas Grand Prix 1969 var det nionde av elva lopp ingående i formel 1-VM 1969.  

## Resultat
1. Jacky Ickx, Brabham-Ford, 9 poäng
2. Jack Brabham, Brabham-Ford, 6
3. Jochen Rindt, Lotus-Ford, 4
4. Jean-Pierre Beltoise, Tyrrell (Matra-Ford), 3
5. Bruce McLaren, McLaren-Ford, 2
6. Johnny Servoz-Gavin, Tyrrell (Matra-Ford), 1
7. Pete Lovely, Pete Lovely Volkswagen (Lotus-Ford)

### Förare som bröt loppet
- Bill Brack, BRM (varv 80, för få varv)
- Graham Hill, Lotus-Ford (42, motor)
- Jo Siffert, R R C Walker (Lotus-Ford) (40, bakaxel)
- John Miles, Lotus-Ford (40, växellåda)
- Pedro Rodríguez, Ferrari (37, oljetryck)
- Jackie Stewart, Tyrrell (Matra-Ford) (32, kollision)
- John Surtees, BRM (15, motor)
- Piers Courage, Williams (Brabham-Ford) (13, bränsleläcka)
- John Cordts, Paul Seitz (Brabham-Climax) (10, oljeläcka)
- Denny Hulme, McLaren-Ford (9, fördelare)
- Jackie Oliver, BRM (2, motor)
- Silvio Moser, Bellasi (Brabham-Ford) (0, olycka)

### Förare som diskvalificerades
- Al Pease, John Maryon (Eagle-Climax) (varv 22, för långsam)